# Bořenovice
Bořenovice (en allemand : Borschenowitz, auparavant Borzenowitz) est une commune du district de Kroměříž, dans la région de Zlín, en République tchèque. Sa population s'élevait à 198 habitants en 2025.

## Géographie
Bořenovice se trouve à 15 km au nord-est du centre de Kroměříž, à 17 km au nord-ouest de Zlín et à 239 km au sud-est de Prague.
La commune est limitée par Pacetluky au nord, par Prusinovice au nord-est, par Holešov au sud-est, par Rymice au sud, et par Roštění à l'ouest.

## Histoire
La première mention écrite du village date de 1373.

## Transports
Par la route, Bořenovice se trouve à 4 km de Holešov, à 21 km de Kroměříž, à 21 km de Zlín et à 290 km de Prague.

## Source
- (cs) Cet article est partiellement ou en totalité issu de l’article de Wikipédia en tchèque intitulé « Bořenovice » (voir la liste des auteurs).